# Drifter's Escape
Drifter's Escape är en låt skriven och framförd av Bob Dylan. Låten spelades in i oktober 1967 och kom med på LP:n John Wesley Harding som släpptes samma år. I några europeiska länder, bland annat i Skandinavien släpptes den som a-sida på singel 1967, men i USA och Storbritannien kom den endast ut i det formatet som b-sida till singeln "I Threw It All Away" 1969.
I låten berättas en Franz Kafka-artad historia där en person blir förtryckt av samhället, och åtalas i domstol för något han själv inte får någon uppfattning om vad det är. När blixten slår ner i rättssalen tar han tillfället i akt och flyr. Det står dock aldrig klart om låtens protagonist är ond eller god. "Drifter's Escape" har tolkats som en låt om Dylans skifte från folkmusik till rockmusik, då han anklagades för att svika sina ideal. Blixtnedslaget i låten har tolkats som den motorcykelolycka Dylan var med om 1966. Låten tillhör den med snabbast tempo och som drar mest åt rockmusik på det annars lugna albumet John Wesley Harding.
Joan Baez spelade in låten till sitt album Any Day Now 1968. Låten har även spelats in av Jimi Hendrix 1970. Hans inspelning kom ut på det postuma albumet Loose Ends 1974 och finns numera tillgänglig på samlingen South Saturn Delta som släpptes 1997. Låten har spelats in på svenska av Mikael Wiehe och Totta Näslund på albumet Dylan under titeln "Flykten".